# Palisota bracteosa
Palisota bracteosa är en himmelsblomsväxtart som beskrevs av Charles Baron Clarke. Palisota bracteosa ingår i släktet Palisota och familjen himmelsblomsväxter. Inga underarter finns listade.

## Bildgalleri

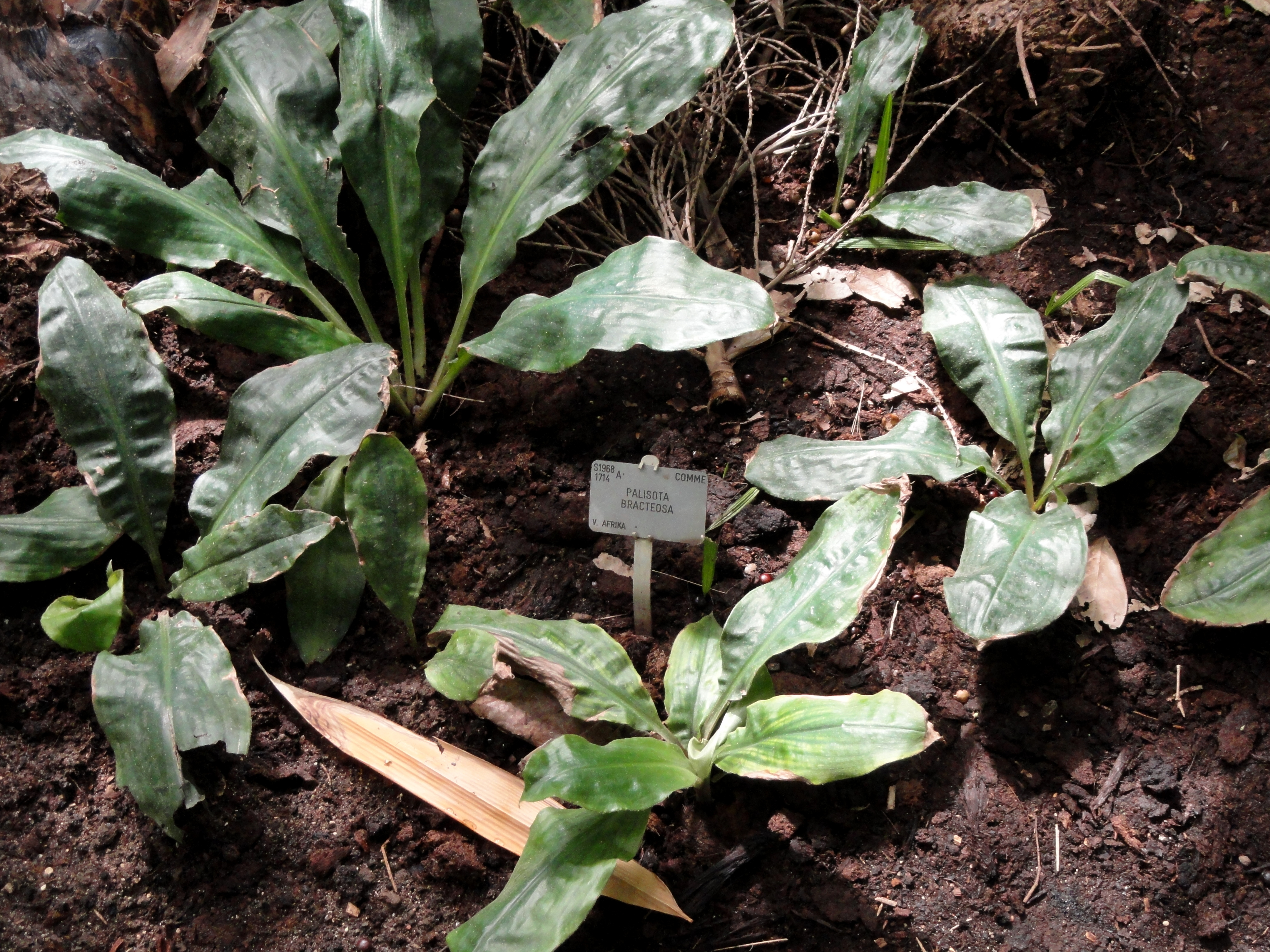